# Eugenia scaphephylla
Eugenia scaphephylla är en myrtenväxtart som beskrevs av Charles Wright. Eugenia scaphephylla ingår i släktet Eugenia och familjen myrtenväxter.
Artens utbredningsområde är Kuba. Inga underarter finns listade i Catalogue of Life.